# Perillus circumcinctus
Perillus circumcinctus är en insektsart som beskrevs av Carl Stål 1862. Perillus circumcinctus ingår i släktet Perillus och familjen bärfisar. Inga underarter finns listade i Catalogue of Life.